# 태권더 박
《태권더 박》(일본어: テコンダー朴)은 원작 미스터 벡(Mr. Beck, 白正男), 작화 야마토 다이스케(山戸大輔)의 일본 만화이다. 원작가는 한국인인 척 하기 위해 '백정남(白正男)'이라는 필명을 사용하고 있다.

## 줄거리
대한민국의 최강 태권도 사나이인 '박(朴)'이 한국의 태권도 도장을 박살낸 일본인 '하오우(覇皇, 패황)'를 쓰러트리기 위해 일본에 건너가 재일 한국인을 탄압하는 일본인들을 태권도로 물리친다는 내용이다.

## 반응
《태권더 박》은 일본 정치입문서적 분야(2015년 8월 기준) 상위 15위 안에 올랐다.

## 논란
이 만화의 원래 의도는 '넷우익이 말하는 좌익 및 반일사상의 풍자'라고 한다. 대한민국의 일부 과도한 민족주의 행태와 대한민국 인터넷에 돌아다니는 한국 기원설 등을 분별없이 풍자하는 동시에, 한국의 대통령들이나 항일 독립운동가들을 무술 동작으로 만들고 비하하는 내용으로 혐한 논란이 일었다. 2015년 9월 10일 새정치민주연합 원혜영 의원은 대한민국 국회 외교통일위원회에서 《태권더 박》에 대해 언급하며, 일본의 혐한 현상이 단순한 가두시위를 넘어 점차 만화 등 소프트 콘텐츠로 진화하고 있다고 지적하며, 이에 대한 대책 마련을 촉구하였다.